# Przedni Staw Polski
Przedni Staw Polski je ledovcové jezero v Tatrách v Polsku. Nachází se v nadmořské výšce 1668 m v severovýchodní části údolí Pěti Stawů mezi Przednim a Wielkim Stawem Polskim. Jezero má rozlohu 7,7080 ha. Je 396 m dlouhé a 306 m široké. Dosahuje maximální hloubky 34,6 m a objemu 1 130 000 m³.

## Pobřeží
Pobřeží je na západě a severu porostlé převážně kosodřevinou na jihu trávou a na východě kamenité prudce stoupající k hřebeni Opaloneho Wierchu. Na západě se nachází Wielki Staw Polski a Mały Staw Polski na jihu malé nepojmenované oko. Na severním břehu stojí Schronisko PTTK w Dolinie Pięciu Stawów Polskich.

## Vodní režim
Z jezera odtéká občasný potok do Małého Stawu Polského. Rozměry jezera v průběhu času zachycuje tabulka:
| Rok  | Měření prováděl | Rozloha ha | Délka m | Šířka m | Hloubka max. m | Objem m³  |
| ---- | --------------- | ---------- | ------- | ------- | -------------- | --------- |
| 1935 | WIG             | 7,72       | 396     | 306     | 34,6           | —         |
| 2005 | Gregor, Pacl    | 7,7080     | —       | —       | 34,6           | 1 130 000 |

## Přístup
- modrá turistická značka z Gąsienicowy doliny k jezeru Morskie Oko prochází po západním a severním břehu jezera.
- černá turistická značka z Doliny Roztoki k Schronisku PTTK w Dolinie Pięciu Stawów Polskich.